# BAIC Group

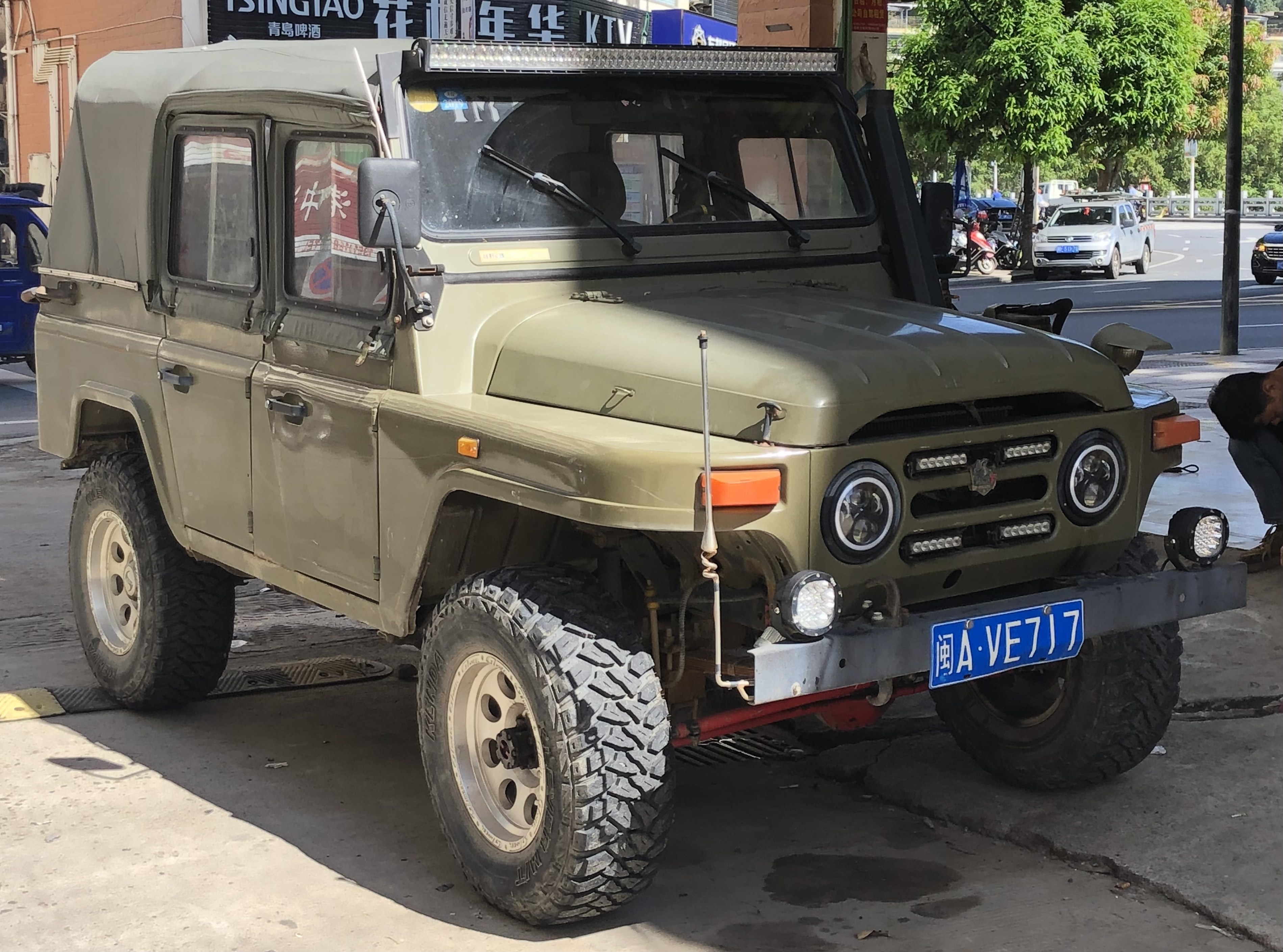
Beijing BJ212 (1990)

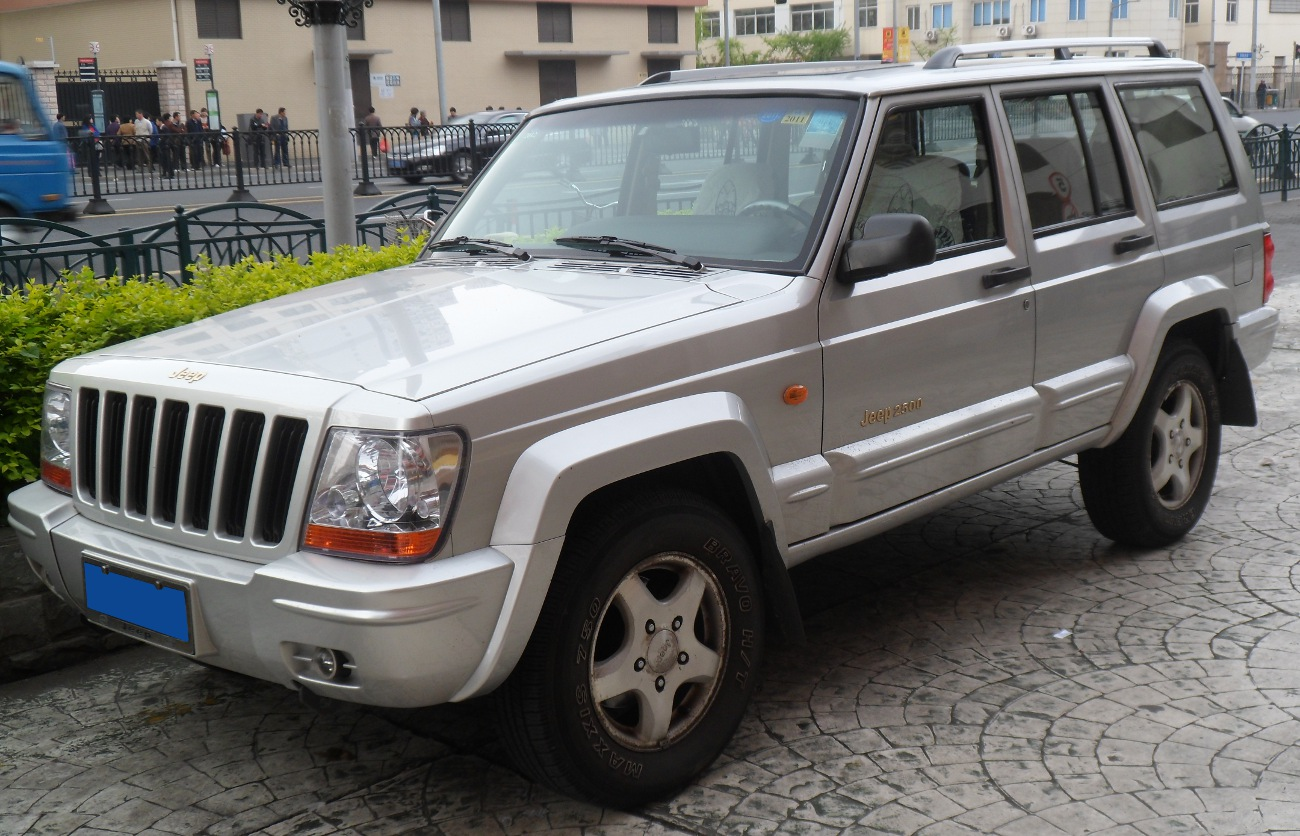
Beijing Jeep Cherokee (2002)

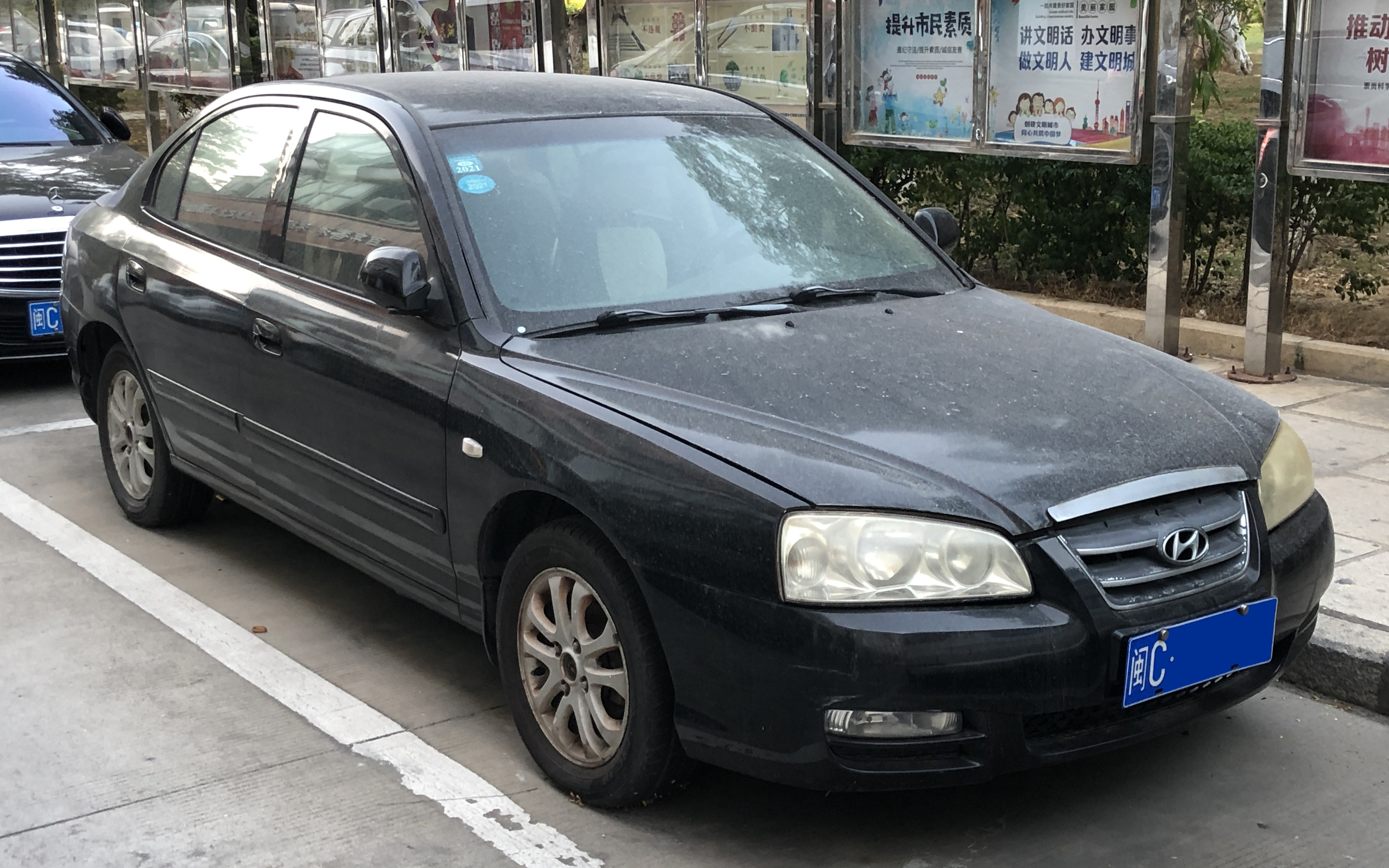
Beijing-Hyundai Elantra (2010)

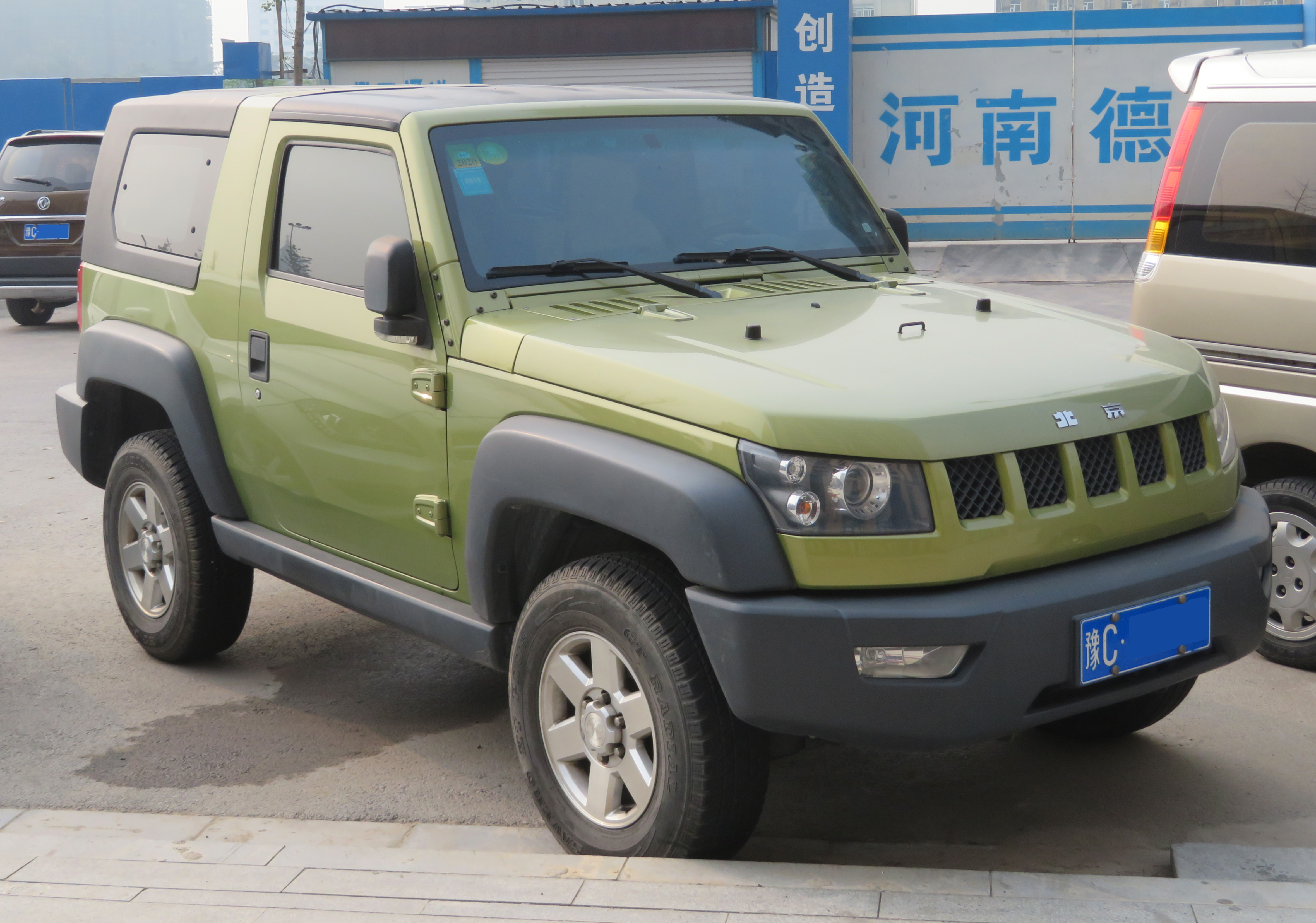
Beijing BJ40 (2013)

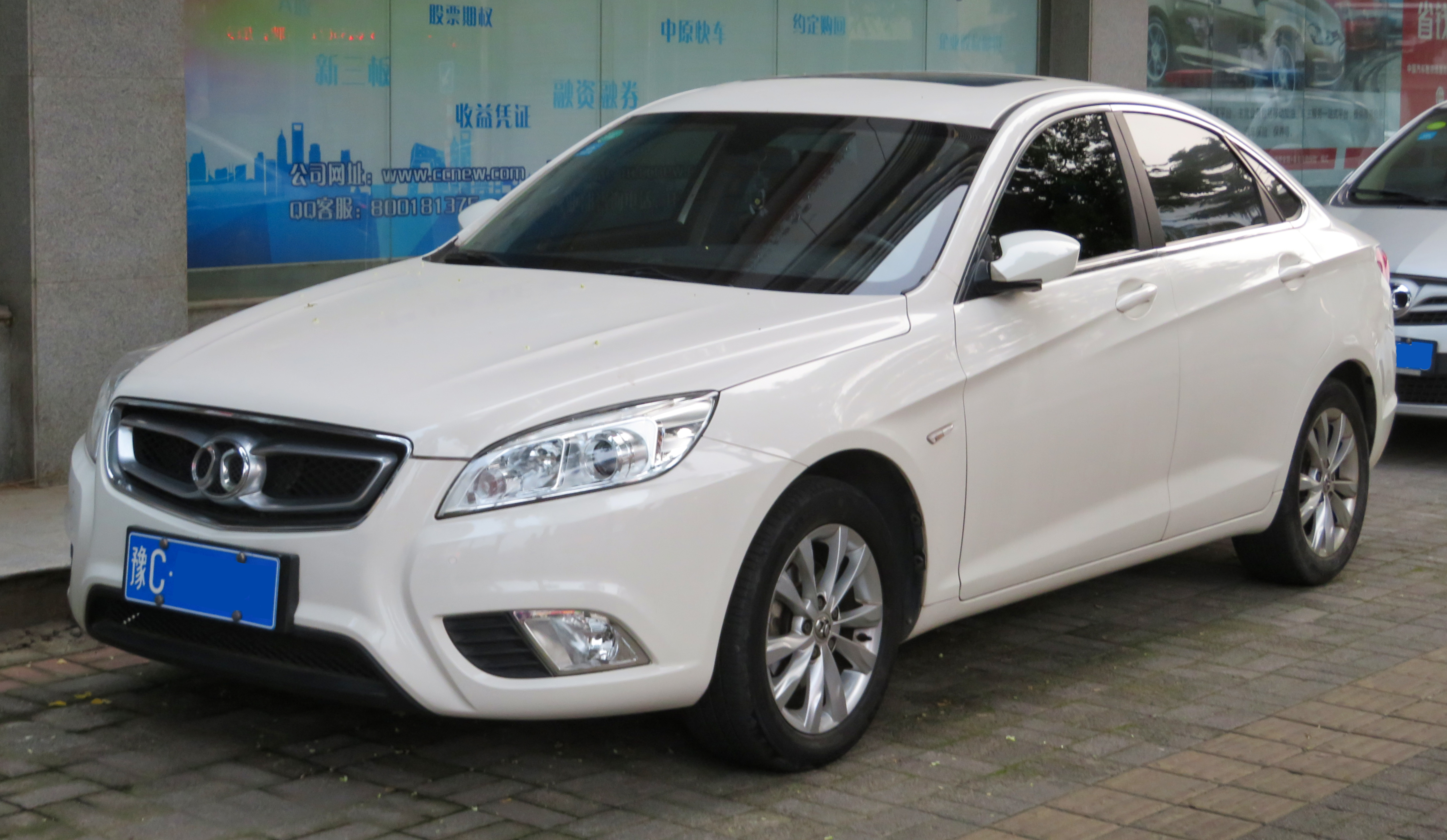
BAIC Senova D50 (2015)

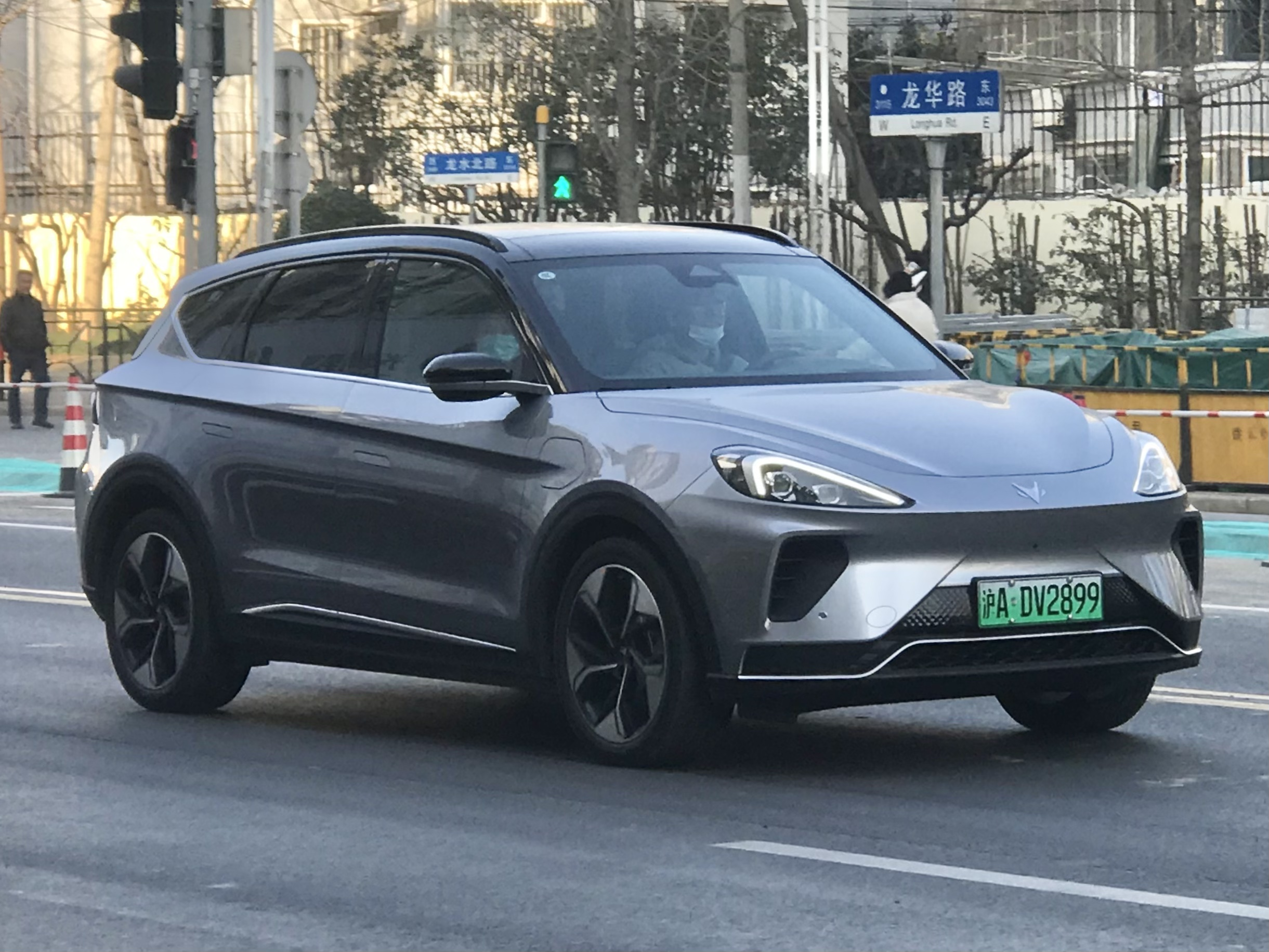
Arcfox Alpha-T (2020)

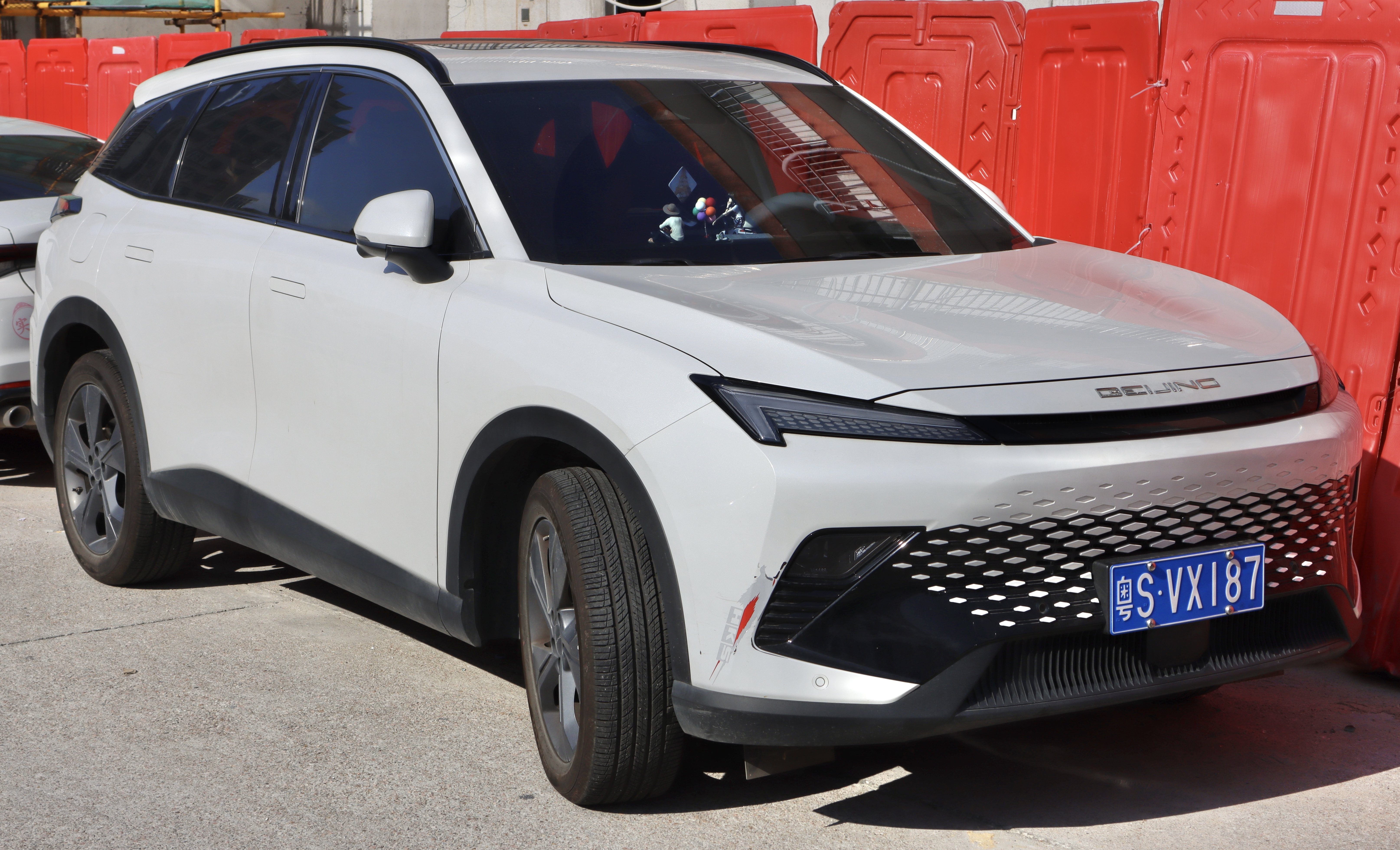
Beijing X6 (2022)

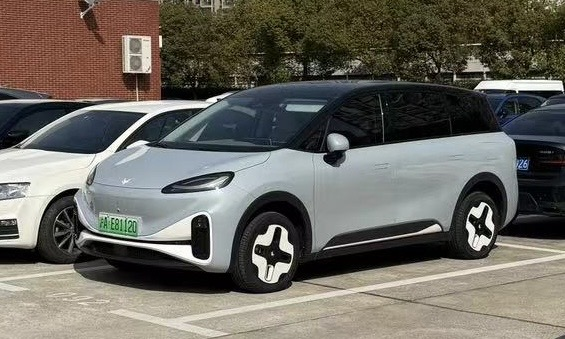
Arcfox Kaola (2024)

BAIC Group (chiń. upr. 北汽集团) – chiński państwowy koncern motoryzacyjny, z siedzibą w Pekinie, działający od 1973 roku. Należy do władz chińskiej metropolii Pekin.

## Struktura koncernu

### Marki

#### Obecne
- BAIC Motor – chiński producent samochodów osobowych działający od 2010 roku,
  -     - BAIC Senova – chiński producent samochodów osobowych, istniejący w latach 2009–2020,
    - Beijing Auto – chiński producent samochodów osobowych, działający od 2020 roku.

  - Beijing Off-Road – chiński producent samochodów osobowych, działający od 2013 roku.
- BAIC BluePark – chiński producent elektrycznych samochodów osobowych, działający od 2018 roku,
  - Arcfox – chiński producent elektrycznych samochodów osobowych działający od 2017 roku,
- BAIC Foton – chiński producent elektrycznych samochodów osobowych, działający od 2018 roku,
  - Foton Motor – chiński producent samochodów osobowych i użytkowych, działający od 2017 roku,

#### Wycofane
- BLAC – dawny chiński producent samochodów ciężarowych, istniejący w latach 1998–2002,
- BAW – chiński producent samochodów, istniejący od 1959 roku, należący do BAIC w latach 1959–2015,
- BAIC BJEV – dawny chiński producent samochodów elektrycznych istniejący w latach 2009–2018,
- Weiwang – dawny chiński producent samochodów osobowych, istniejący w latach 2011–2018,
- Huansu – dawny chiński producent samochodów osobowych, istniejący w latach 2015–2018,
- Ruili Doda – dawny chiński producent samochodów osobowych, istniejący w latach 2013–2020,
- Bisu – dawny chiński producent samochodów osobowych, istniejący w latach 2016–2020,
- Changhe – dawny chiński producent samochodów osobowych, istniejący w latach 1970–2022, należący do BAIC w latach 2013–2022.

### Spółki joint-venture

#### Obecne
- Beijing Foton Daimler – chińsko-niemieckie joint-venture oferujące samochody użytkowe Isuzu, działające od 2012 roku,
- Beijing Hyundai – chińsko-koreańskie joint-venture oferujące samochody Hyundai, działające od 2002 roku,
- Beijing Benz – chińsko-niemieckie joint-venture oferujące samochody Mercedes-Benz, działające od 2005 roku.

#### Dawne
- Beijing Jeep – chińsko-amerykańskie joint-venture oferujące samochody Jeep, działające w latach 1984–2005,
- Borgward Group – chińsko-niemieckie joint-venture oferujące samochody Borgward, działające w latach 2010–2019.

## Historia

### Początki
W 1951 roku nowe komunistyczne władze Chin rozpoczęły prace nad wyprodukowaniem pierwszego samochodu lokalnej produkcji. W rezultacie w 1958 roku powstała firma Beijing Automobile Works, która rozpoczęła wtedy produkcję limuzyny Dongfanghong BJ760 i przystąpiła do rozwoju innych, kolejnych konstrukcji. Początek działalności tej firmy był elementem szerszej polityki Wielki skok naprzód ówczesnego przywódcy Chin Mao Zedonga. W schyłkowym okresie jego rządów nastąpiły strukturalne przekształcenia, w rezultacie czego zarządzanie BAW przekazano lokalnemu rządowi stołecznego Pekinu. W tym celu w 1973 roku powstał holding Beijing Automotive Industry Company, inicjując tym samym stosowanie nazwy "BAIC". Przez kolejną dekadę koncern skoncentrował się na zarządzaniu produkcją samochodów użytkowych i specjalistycznych marki BAW głównie na potrzeby chińskiej armii, aż do początku lat 80. XX wieku.

### Spółki joint-enture
Chcąc zdywersyfikować swoją działalność i zwiększyć udział w sektorze samochodów cywilnych, w maju 1983 roku BAIC zawiązał pierwszą w historii chińskiego przemysłu motoryzacyjnego spółkę typu joint-venture. Tym sposobem we współpracy z American Motors Corporation powstało Beijing Jeep. W 2001 roku BAW zyskało większą autonomię jako zarządzane odtąd przez odrębną kadrę menedżerską odrębne przedsiębiorstwo, a rok później BAIC związał kolejną spółkę joint-venture. Powstały w 2002 roku Beijing Hyundai w ramach współpracy z południowokoreańskim Hyundaiem był pierwszym tego typu przedsięwzięciem po przystąpieniu Chin do WTO.
W 2005 roku końca dobiegła działalność Beijing Jeep, w miejsce czego powstała nowa spółka Beijing Benz wytwarzająca lokalnie modele Mercedesa na potrzeby rynku chińskiego. W 2007 powstała spółka-córka Beijing Hainanchuan Automotive Parts Co., Ltd., producent części samochodowych. Rok później, BAIC Hyundai wyprodukował milionowy samochód marki Hyundai. W 2009 roku z kolei ogólna produkcja samochodów przez przedsiębiorstwa należące do holdingu sięgnęła 6 milionów sztuk.

### Samochody BAIC
W 2009 BAIC Group kupił prawa i technologie pochodzące z modeli Saab 9-3 i 9-5, przygotowując się do rozpoczęcia produkcji własnej marki samochodów. Firma przezynaczyła na ten cel wówczas ok. 10 miliardów juanów (ok. 1,5 mld. USD), tworząc filię BAIC Motor dla samochodów o konwencjonalnym napędzie i BAIC BJEV dla pojazdów elektrycznych. W lutym 2012 roku zadebiutował pierwszy model BAIC E130, a jeszcze w tym samym roku marka samochodów BAIC zyskała rozbudowaną nazwę - BAIC Senova. W kolejnych latach drugiej dekady XXI wieku skoncentrowano się na rozwoju oferty, tworząc także inne marki jak Weiwang czy Huansu, a także wprowadzając na rynek samochody terenowe Beijing.
W 2018 roku oddział produkujący samochody elektryczne BAIC BJEV zmienił nazwę na BAIC BluePark, wprowadzając na rynek także nową markę zaawansowanych technologicznie konstrukcji Arcfox. W 2019 roku produkcją samochodów terenowych Beijing zajął się odrębny departament Beijing Off-Road, a w 2020 roku marka BAIC Senova zmieniła nazwę na Beijing Auto. W kolejnych latach przystąpiono do ekspansji na rynkach zagranicznych, po Europie Zachodniej w 2019 roku w 2023 roku poszerzając zasięg rynkowy także o region Europy Środkowo-Wschodniej z Polską włącznie.